# Luisa Dmitrijewna Gagut

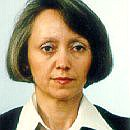
Luisa Gagut (1993)

Luisa Dmitrijewna Gagut (russisch Луиза Дмитриевна Гагут; * 28. September 1949 in Schdanow, Ukrainische SSR, UdSSR) ist eine russische Politikerin der Partei LDPR. Von 1993 bis 1995 war sie Abgeordnete der Duma.

## Leben
Gagut absolvierte 1971 das Metallurgische Institut von Mariupol. Von Beruf her ist sie Ingenieurin.
1992 trat Gagut der Partei LDPR bei. Bei der Parlamentswahl im Dezember 1993 wurde sie über die Liste der LDPR in die Staatsduma der ersten Einberufung gewählt. Sie war Mitglied im Ausschuss für Naturressourcen und Naturmanagement. Sie kandidierte auch bei der Parlamentswahl 1995, wurde jedoch nicht wiedergewählt. Seitdem ist sie hauptsächlich im wissenschaftlichen Bereich tätig.
Gagut ist Vollmitglied der Russischen Akademie der Naturwissenschaften und ist seit 2010 Vollmitglied der Petrowskaja-Akademie der Wissenschaften und Künste. Außerdem ist sie Ehrenmitglied der Internationalen Akademie der Noosphäre. Sie hat den Grad Doktor der Wirtschaftswissenschaften inne.